# Атака павуків
«Атака павуків» (англ. Eight Legged Freaks, дослівно «Восьминогі потвори») — комедійний фільм жахів 2002 року режисера Еллорі Елкаєм. Режисер запозичив ідею зі свого короткометражного фільму 1997 року «Більше, ніж життя», у якому також був сюжет про бійку з павуками.

## Сюжет
Біля шахтарського містечка Проспериті, штат Аризона, випадково стається аварія вантажівки з токсичними відходами. Вони виливаються у ставок, біля якого збирає цвіркунів для годування екзотичних павуків Джошуа Тафт. Через тиждень Джошуа показує місцевому хлопчику Майку Паркеру свою колекцію павуків, включаючи величезну самку павука-колопряда з Бразилії на ім'я Консуела. Коли хлопець йде через нагадування в наручному годиннику, Джошуа кусає тарантул, який втік з тераріуму. Він перекидає тераріуми і павуки кусають Тафта до смерті, а потім висмоктують. Вони розповзаються містечком, продовжуючи рости.
Ще через тиждень Кріс Маккормік, чий батько володів шахтами до своєї смерті 10 років тому, повертається до Проспериті. Мер містечка, Вейд, хоче купити успадковані ним шахти, щоб збудувати над ними підприємства чи платну дорогу й покращити цим фінансове становище Проспериті. Але Кріс вважає, що його батько відкрив золоту жилу, тому відмовляється продати шахту, всупереч осуду містян. Кріс не хоче зустріти Саманту «Сем» Паркер, шерифа містечка, розлучену матір, що виховує сина Майка та дочку Ешлі. Раніше бійка з чоловіком Саманти стала причиною, чому Кріс поїхав з Проспериті. Але все ж Кріс за порадою своєї тітки Гледіс вирішує зайти в гості до Сем і дарує їй квіти.
Майк підслуховує телефонну розмову матері про те, що щось з'їло сусідського кота, і підозрює, що це зробили павуки. Він повертається на ферму Джошуа, яка виявляється обплутана павутиною. Зі слідів хлопчик робить висновок, що павуки виросли в 5 разів і сховалися в шахті. Побачивши величезного павука, який нещодавно полиняв, Майк тікає і зустрічає Кріса. Хлопчик показує йому шматок скинутого павучого панцира, проте Кріс йому не вірить. У той же час один шахтар стає жертвою павука.
Оскільки шахти простягаються під усім містечком, павуки вилазять із них уночі, вбиваючи домашніх тварин, зокрема страусів на фермі Вейда. Уфолог Гарлан Гриффітс поширює свою теорію про те, що їх викрали інопланетяни.
Ешлі розлучається зі своїм хлопцем, пасинком Вейда Бретом, коли той пристає до неї. Потім Брета та його друзів-мотоциклістів переслідують павуки-стрибуни. Брет єдиний виживає, але випадково перериває телефонний дріт і падає до шахти. Блукаючи шахтою, він бачить Консуелу, яка харчується жертвами, що потрапили в павутиння.
Коли Гледіс спускається до підвалу свого будинка, її викрадають павуки. Кріс знаходить панцир павука і розуміє, що Майк казав правду. Сем упевнена, що Кріс і Майк марять, поки на Ешлі та Кріса не нападає в будинку гігантський самець-колопряд. Майк припускає, що самці приносять замотану в павутину здобич самиці. Сем застрелює павука з дробовика та каже сусіду Піту принести всю зброю з поліцейської дільниці до неї.
Ешлі, Кріс, Сем, Майк та Піт тікають до трейлера Гарлана, щоб скористатися його портативною радіостанцією і викликати підмогу. Сем транслює по містечку попередження про загрозу велетенських павуків, але її майже ніхто не сприймає серйозно. На трейлер нападає гігантський тарантул, люди тікають і бачать як Проспериті вночі атакують павуки. Сем наказує всім евакуюватися до торгового центру. Гарлан і Кріс залазять на дах торгового центру, піднімаються на радіощоглу та викликають армію, але їхньому повідомленню не вірять. Тарантул виламує ворота, дозволяючи павукам потрапити до торгового центру. Поки містяни ховаються в підвалі торгового центру, Вейд тікає через ворота в шахту, залишаючи інших напризволяще, і його хапають павуки. Щоб допомогти Крісу втекти, Гарлан стрибає з даху та зустрічає до Піта, який залишився під час евакуації відстрілюватися з дробовика.
У підвалі Брет привозить вилковий навантажувач, яким відчиняє прохід до шахт, і мириться з Ешлі. Містяни виявляються, що тунелі заповнені метаном. Натрапивши на лігво Консуели та звільнивши Вейда, Кріса, Кріс шукає Гледіс. Він знаходить її та золоту жилу, яку відкрив його батько, але вони стикаються з Консуелою. Кріс використовує парфуми, щоб відволікти Консуелу, і, тікаючи на мотоциклі Брета, підпалює метан, використовуючи сірники Гледіс. Павуки згорають, а торговий центр вибухає, залишаючи Вейда розгубленим. Прибувають Піт і Гарлан з поліцією, яка відгукнулася на сигнал лиха.
Наприкінці Гарлан розповідає по радіо, що Кріс поновив видобуток золота в містечку та взяв усіх на роботу. Потім він посміхається, показуючи кілька золотих зубів.

## Знімались
| Актор              | Роль       |
| ------------------ | ---------- |
| Девід Аркетт       | Кріс       |
| Кері Вюрер         | Саманта    |
| Скотт Терра        | Майк       |
| Скарлетт Йоганссон | Ешлі       |
| Даг Е. Даг         | Гарлан     |
| Рік Овертон        | Піт Вілліс |
| Леон Ріппі         | Вейд       |
| Метт Зукрі         | Брет       |
| Джей Арлен Джонс   | Леон       |
| Ейлін Раян         | Гледіс     |
| Райлі Сміт         | Ренді      |

## Відеогра
У 2002 році вийшла однойменна відеогра, шутер від першої особи, для Windows і MacOS.

## Сприйняття
На «Rotten Tomatoes» фільм має рейтинг схвалення 48 % на основі відгуків 143 критиків.
Роджер Еберт у своїй рецензії для Chicago Sun-Times писав, що «Атака павуків» не робить помилок інших фільмів жахів про членистоногих (як «Рій» 1978 року чи «Арахнофобія» 1990), показуючи павуків загрозливими не тільки кількістю, та роблячи персонажів симпатичними. Павуки виглядають доволі розумними та видають дивні, не павучі, булькання та цвірінькання. Все це відбувається на тлі життя сатиричного містечка з комічно абсурдними деталями.
Нелл Міноу на Common Sense Media зробила висновок, що «Атака павуків» — це сюжетно банальне науково-фантастичне кіно в стилі 1950-х років (як «Крапля» чи «Світ без кінця») з цікавими спецефектами. У ньому немає іронії та майже відсутнє почуття гумору. Натомість фільм має хороший темп і вдало обігрує власні умовності.